# Saint-Mard-de-Réno
Saint-Mard-de-Réno ist eine französische Gemeinde mit 397 Einwohnern (Stand: 1. Januar 2022) im Département Orne in der Region Normandie. Sie gehört zum Arrondissement Mortagne-au-Perche und zum Kanton Mortagne-au-Perche. 

## Geographie
Die Gemeinde Saint-Mard-de-Réno liegt im Regionalen Naturpark Perche, sieben Kilometer östlich von Mortagne-au-Perche und wird vom Flüsschen Villette durchquert, das zur Huisne entwässert. Nachbargemeinden von Saiont-Mard-de-Réno sind Feings im Nordosten, Longny les Villages im Osten, La Chapelle-Montligeon im Südosten, Courgeon im Südwesten, Loisail im Westen sowie Villiers-sous-Mortagne im Nordwesten.

## Bevölkerungsentwicklung
| Jahr                       | 1962 | 1968 | 1975 | 1982 | 1990 | 1999 | 2006 | 2013 | 2021 |
| -------------------------- | ---- | ---- | ---- | ---- | ---- | ---- | ---- | ---- | ---- |
| Einwohner                  | 484  | 446  | 434  | 424  | 431  | 440  | 434  | 448  | 409  |
| Quellen: Cassini und INSEE |      |      |      |      |      |      |      |      |      |

## Sehenswürdigkeiten
- Kirche Saint-Médard, Monument historique seit 1998

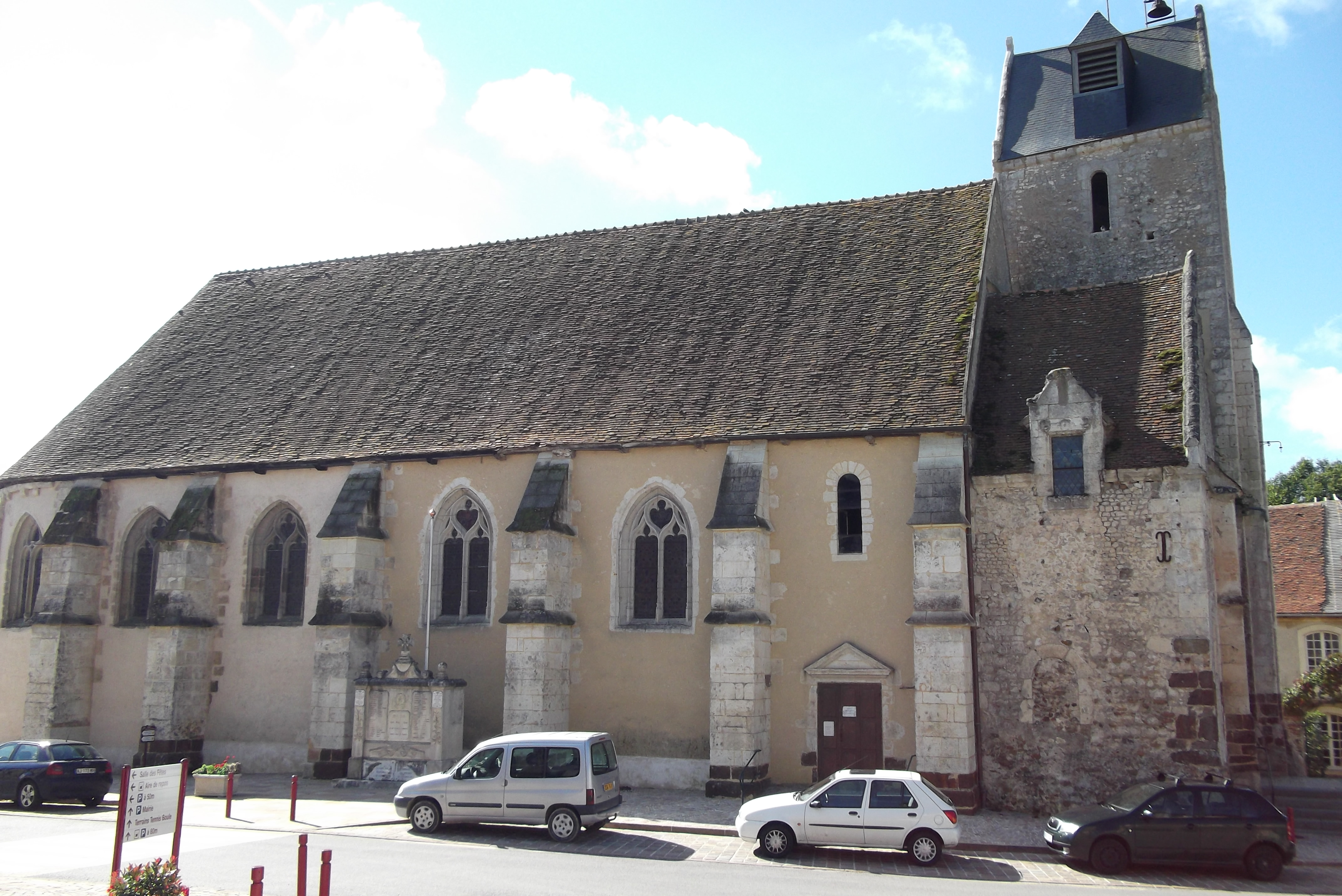
Kirche Saint-Médard

- Schloss La Goyère